# Stan Poppe
Constant (Stan) Poppe (Ede, 11 juli 1924 – Den Haag, 4 mei 2000) was een Nederlands politicus. Hij was lid van de Tweede Kamer voor de Partij van de Arbeid en vervulde verschillende bestuursfuncties in de organisatie van die partij.
De socioloog en vakbondsman Stan Poppe behoorde tot de linkervleugel van de PvdA. Zo noemde hij het kabinet-Den Uyl een historische vergissing, omdat het niet links genoeg zou zijn geweest op het punt van fundamentele wijziging van de machtsverhoudingen. Poppe werd bij de Tweede Kamerverkiezingen 1972 in de Kamer gekozen en bleef dit tot 2 september 1986. Hij verliet het parlement om zich volledig te richten op het waarnemend voorzitterschap van zijn partij, dat hij van 25 april 1986 tot 2 april 1987 vervulde. In de jaren daarvoor was hij al vicevoorzitter.
Binnen zijn partij werd Poppe gezien als iemand die 'als geen ander het contact met de basis en de vakbeweging weet te onderhouden'. Hij maakte deel uit van de commissie die het beginselprogramma uit 1977 schreef.
Stan Poppe was een neef van het voormalig Kamerlid Remi Poppe (SP). Zoon Frank Poppe was Statenlid in Zuid-Holland. Vader Stan Poppe sr. was actief in de SDAP en vakbond NVV, en was gemeenteraadslid in Ede en Zaandam.
- Biografisch Portaal: 30477633
- Parlement.com: vg09llf78hy1